# Chrysotypus perineti
Chrysotypus perineti är en fjärilsart som beskrevs av Pierre E.L. Viette 1957. Chrysotypus perineti ingår i släktet Chrysotypus och familjen Thyrididae. Inga underarter finns listade i Catalogue of Life.